# John Farrell
John Farrell (n. 28 august 1906, Hammond⁠(d), Indiana, SUA – d. 20 iunie 1994, Evergreen Park⁠(d), Illinois, SUA) a fost un patinator de viteză ce a reprezentat Statele Unite ale Americii, medaliat olimpic. A participat la 2 ediții ale Jocurilor Olimpice (1928, 1932) în care a câștigat o medalie de aur.